# Dietrich Christoph Gloger
Dietrich Christoph Gloger, född 1705 i Burgdorf, död 1773 i Stade, han var en tyska orgelbyggare i Stade.

## Biografi
Gloger var son till orgelbyggaren Johann Heinrich Gloger (omkring 1670-1732) och lärde sig bygga orglar av sina bröder Gottfried Heinrich Gloger och Johann Wilhelm Gloger. 1720 och 1721 var han assisten till sin far. Från 1730 till 1731 var han "huvudgesäll" till Erasmus Bielfeldt och blev senare hans efterträdare. Han arbetade som orgelbyggare i Stade (1733-1773) i fyra decennier. Den 9 juli 1734 blev Gloger medborgare i Stade och gifte sig i det första äktenskapet med änkan efter Nathanael Krusewitz, en elev till Arp Schnitger. Gloger tog över verkstaden efter Krusewitz, som han hade tagit över från Schnitger 1719. Gloger dog som en framstående borgare i Stade och  begravdes den 14 februari 1773 i  St. Wilhadi.

## Arbete
Glogers organiserade nybyggnationer med fokus på orgellandskapet mellan Elbe och Weser. Hans orglar är alla individuella och ganska olika i struktur och disposition, eftersom Gloger utsattes för olika stilistiska influenser. Särskilt var Empfindsamkeits peroiden inflytelserik. Fyra av Glogers orglar finns fortfarande bevarade. Eftersom Glogers lärare Bielfeldt var elev till Schnitger eleve Matthias Dropa, tog han över Schnitgers verkstad i Stade och fortsätter sin tradition, kan Gloger tillskrivas skolan Arp Schnitger. Dessutom var Gloger ansvarig för underhållet av Schnitgers många instrument, och var därför väl bekant med deras design. Cornelius Geerds Wallies och Johann Matthias Schreiber var lärling till Gloger.

## Verklista
Gloger har byggt sju nya orglar och många ändringar och reparationer.
| År        | Ursprunglig kyrka                                          | Stift | Bild | Manualer | Pedal        | Stämmor | Bevarad orgel/fasad | Övrigt |
| --------- | ---------------------------------------------------------- | ----- | ---- | -------- | ------------ | ------- | ------------------- | --- |
| 1730–1733 | St. Martin, Oldendorf                                      |       |      | 2        | Självständig | 15      |                     | Fullbordade ett orgelverk påbörjat av Erasmus Bielfeldt. |
| 1738      | St. Marien, Neuenkirchen                                   |       |      | 2        | Självständig | 18      |                     | Ombyggnation av orgeln byggd 1661-1662 av Christoph Donat. Ombyggd 1835–1836 av Johann Georg Wilhelm Wilhelmy. 3-4 register är bevarad från Gloger.                                                                                     |
| 1741–1742 | Severikirche, Otterndorf                                   |       |      | 3        | Självständig | 46      |                     | Ombyggnation av orgeln byggd 1596 av Antonius Wilde och 1661-1662 av Hans Riege. 16 register finns bevarade. |
| 1744–1745 | Emmauskirche, Neuhaus (Oste)                               |       |      | 2        | Självständig | 18      | Ja/Ja               | Nybyggnation. Den bäst bevarade orgeln av Gloger. |
| 1745      | St.-Nicolai-Kirche, Altenbruch                             |       |      | 3        | Självständig | 35      |                     | Reparation av orgel från 1400-1700-talet. |
| 1752      | Klosterkirche St. Marien (Osterholz), Osterholz-Scharmbeck |       |      | 1        | Självständig | 9       | Nej/Nej             | |
| 1759      | St. Johannes der Täufer, Bülkau                            |       |      | 2        | Självständig | 22      | Nej/Ja              | Utbyggnation av orgeln tillverkad 1679/1686 av Arp Schnitger (1679/86). |
| 1758–1764 | St. Nikolai, Cadenberge                                    |       |      | 2        | Självständig | 28      |                     | Fullbordade en orgel som påbörjades av Jacob Albrecht och Johann Hinrich Klapmeyer 1757. Ombyggdes 1936 av P. Furtwängler & Hammer. 18 gamla register finns bevarade.                                                                   |
| 1762      | Zionskirche, Worpswede                                     |       |      | 1        | Självständig | 15      | Nej/Nej             | Nybyggnation. En ny orgel byggdes en rekonstruktion av Glogers orgel 2011–2012 av Hendrik Ahrend (2 manualer, pedal med 22 stämmor). |
| 1765      | St.-Martini-Kirche, Bremen-Lesum                           |       |      | 1        | Självständig | 10      | Nej/Nej             | Nybyggnation. |
| 1765–1766 | St. Marien, Grünendeich                                    |       |      | 2        | Självständig | 18      |                     | Nybyggnation. 8 stämmor finns bevarade. |
| 1767      | St. Willehadi, Osterholz-Scharmbeck                        |       |      | 2        | Självständig | 23      |                     | Ombyggnation av en orgel byggd 1731-134/1745 av Erasmus Bielfeldt. Orgeln fick en Vox humana 8 och lufttrycket och orgelhuset utökades. Denna stämma ersattes 1870 av Johann Hinrich Röver med en Gedackt 8′. → Orgel von St. Willehadi |

## Webblänkar
- NOMINE e.V.: Orgel i Worpswede
- Orgel i Grünendeich
- Orgel i Otterndorf
- Orgel i Cadenberge